# Sidekicks
Sidekicks (br: Unidos Para Vencer) é um filme de arte marciais de 1993 estrelado por Jonathan Brandis, como Barry Gabrewski e com a participação especial de Chuck Norris, como ele mesmo. O filme foi exibido pela Rede Globo de televisão no final da década de 1990 e reprisado épocas e horários diversos posteriormente.

## Enredo
Barry é um adolescente rejeitado pela maioria das pessoas da escola onde estuda e sofre agressões tanto físicas quanto psicológicas, tipo de violência conhecida como bullying. Uma das razões talvez seja porque Barry costuma ficar aéreo muitas vezes. Isso o faz motivo de chacota por onde passa. Todos esses devaneios que Barry tem são sobre um assunto em comum, aliás uma pessoa em comum: Chuck Norris, de quem é muito fã.
A primeira cena do filme começa com um de seus sonhos no qual Chuck Norris e seu amigo e companheiro (Sidekick), Barry, salvam uma mulher indefesa que é na verdade a professora de Barry, Noreen Chan, interpretada pela atriz Julia Nickson-Soul. Quando ele conta o que estava sonhando todos na classe riem dele. O que desperta em Barry nervosismo e uma crise de falta de ar (ele também sofre de asma).
Os problemas de Barry fazen Lauren (Danica McKellar) querer ajudá-lo. Quem fica com inveja dessa situação e não gosta nada disso é Randy Cellini, o bad boy da escola Lamar. Cellini começa a atacar Barry muitas vezes e Gabrewski sofre bastante com isso.
Mais tarde, Barry conhece o parente de Norren Chan, cujo nome é Mister Lee ou, simplesmente, senhor Lee, que lhe ensina artes marciais. Pouco mais tarde, o senhor Lee resolve inscrever Barry neste torneio. A partir daí Barry e Chuck estão unidos para vencer Cellini e quem aparecer pela frente.

## Elenco
- Beau Bridges...Jerry Gabrewski
- Jonathan Brandis...Barry Gabrewski
- Mako...Mr. Lee
- Chuck Norris...Chuck Norris